# Garanties en France
Une garantie est un engagement par lequel le vendeur ou le fabricant d'un objet ou service assure la qualité d'un bien vendu. L'acheteur peut se prévaloir de différentes garanties qui diffèrent selon qu'il est professionnel ou non et que le bien vendu est un bien mobilier ou immobilier.

## Les garanties portant sur les biens mobiliers
L'acheteur d'un bien meuble peut bénéficier de trois garanties différentes, auxquelles s'ajoute l’obligation de délivrance conforme découlant des articles 1603 et 1604 du code civil.
- la garantie contractuelle (Articles L211-15 et L211-16 du code de la consommation)
- la garantie légale contre les vices cachés (Articles 1641 à 1649 du code civil)
- la garantie légale de conformité (Articles L211-4 à L211-14 du code de la consommation)

### La garantie contractuelle
Également appelée garantie commerciale ou conventionnelle, la garantie commerciale n’est pas obligatoire. Elle peut être gratuite ou onéreuse et s’ajoute à la garantie légale de conformité ainsi qu’à la garantie légale contre les vices cachés. Elle est prévue aux articles L211-15 et L211-16 du code de la consommation.
Elle prend la forme d’un écrit mis à la disposition de l’acheteur. Cet écrit mentionne obligatoirement le contenu de la garantie, les éléments nécessaires à sa mise en œuvre, sa durée, son étendue territoriale ainsi que le nom et l’adresse du garant. L’acheteur peut toutefois s’en prévaloir même si les mentions obligatoires n’ont pas été respectées.
Lorsqu’au cours de la garantie contractuelle le bien vendu est immobilisé au moins sept jours (notamment pour sa réparation) la durée de la garantie restant à courir est rallongée d’autant.

### La garantie légale contre les vices cachés
L’article 1641 du code civil énonce que « le vendeur est tenu de la garantie à raison des défauts cachés de la chose vendue qui la rendent impropre à l'usage auquel on la destine, ou qui diminuent tellement cet usage, que l'acheteur ne l'aurait pas acquise, ou n'en aurait donné qu'un moindre prix, s'il les avait connus ».
La garantie contre les vices cachés est applicable que le vendeur soit professionnel ou non, que le contrat soit écrit ou non, que le bien soit neuf ou d’occasion et même à défaut du paiement par l'acheteur de la totalité du prix.
Afin de bénéficier de la garantie contre les vices cachés, quatre conditions doivent être réunies :
- le vice ou le défaut affectant le bien doit être grave ; il doit empêcher un usage normal du bien ou diminuer ses propriétés à tel point que l'acheteur ne l'aurait pas acheté ou en aurait offert un prix moindre s'il l'avait connu ;
- le vice ou le défaut affectant le bien doit être caché ; il ne doit pas être décelable lors de la vente malgré les vérifications d’usage. Inversement, le vendeur n'est pas tenu des vices apparents, c'est-à-dire ceux qu'une personne de diligence moyenne aurait découverts en procédant à des vérifications élémentaires ;
- le vice ou le défaut affectant le bien doit être antérieur à la vente même s’il s’est manifesté ultérieurement ; il ne doit pas être la conséquence d’une mauvaise utilisation du produit par l’acheteur. La preuve de l’antériorité du vice peut se faire par tout moyen (en pratique une expertise est souvent nécessaire) ;
- l’action en garantie contre les vices cachés doit être intentée par l’acheteur dans un délai de deux ans à compter du jour où il a découvert l’existence du vice ou du défaut.

Lorsque les quatre conditions sont réunies, l’acheteur agissant devant une juridiction a deux possibilités :
- rendre le produit acheté et se faire rembourser l’intégralité du prix ; c’est l’action rédhibitoire. Cette action n’est pas possible si le bien a été détruit car il doit être restitué en contrepartie du remboursement ;
- conserver le bien et se faire indemniser par le vendeur d'une partie du prix en proportion de la perte de valeur qu'occasionne le vice caché ; c’est l’action estimatoire.

Dans les deux cas, le vendeur est tenu :
- au versement à l’acheteur de tous les dommages-intérêts s'il connaissait les vices de la chose vendue, c'est-à-dire s'il était de mauvaise foi. La mauvaise foi est présumée lorsque le vendeur est un professionnel ;
- au remboursement à l'acheteur des frais occasionnés par la vente (remboursement des pièces et de la main d'œuvre, frais de transport éventuels…) s'il ignorait les vices de la chose vendue, c'est-à-dire s'il était de bonne foi.

En pratique, lorsqu'un accord amiable est trouvé, il est courant que le vendeur professionnel propose de procéder à l'échange de l'article défectueux contre un article neuf sans que soient prévus de dommages-intérêts. Cet accord, souvent informel, n’empêche pas le consommateur de demander en justice l’indemnisation de ses éventuels préjudices.

### La garantie légale de conformité
La garantie légale de conformité s'applique au produit dont l’acheteur constate la non-conformité. Elle ne vaut que pour les biens de consommation, c'est-à-dire entre un vendeur professionnel et un acheteur non professionnel. Cela exclut les biens vendus entre professionnels ou entre particuliers. Elle est prévue aux articles L211-4 à L211-14 du code de la consommation.
La directive communautaire no 1999/44/CE du 25 mai 1999, applicable en France, a défini le bien de consommation comme étant un bien non immobilier, ayant une existence matérielle, à l’exception des biens suivants :
- les biens vendus sur saisie ou de quelque autre manière par autorité de justice,
- l’électricité
- l'eau et le gaz lorsqu'ils ne sont pas conditionnés dans un volume délimité ou en quantité déterminée.

Le code de la consommation énonce que les défauts constatés dans les vingt quatre mois suivants la livraison sont présumés avoir existé lors de la livraison. 
Selon l'Art. L. 211-12. L'action résultant du défaut de conformité se prescrit par deux ans à compter de la délivrance du bien.
Mais la norme communautaire, mieux écrite, clarifie plus exactement le régime. Car il résulte des articles 5-1, fixant la période de garantie, et 3-2 de la directive, prévoyant la résolution, que : dans les deux ans à dater de la livraison, le défaut de conformité permet à l'acheteur d'obtenir résolution (i. e. remboursement) du prix.

En outre, le texte ouvre aux États membres la faculté de prévoir un délai de deux mois pour que le consommateur manifeste au professionnel ledit défaut. Mais tel n'est pas le cas en France qui opte pour une forclusion biennale « sèche ».
Il existe quatre cas pour lesquelles un produit acheté est considéré comme non conforme :
- S’il ne correspond pas à l’usage qui peut en être habituellement attendu ;
- S’il ne correspond pas à la description donnée par le vendeur ;
- S’il ne possède pas les qualités publiquement présentées par le vendeur ou le producteur, notamment dans la publicité ou l’étiquetage ;
- S’il ne présente pas les qualités recherchées par l’acheteur, connues du vendeur et acceptées par lui.

L’acheteur qui souhaite saisir une juridiction pour mettre en œuvre la garantie légale de conformité doit le faire dans les deux ans suivant la livraison du produit afin d’obtenir :
- La réparation ou le remplacement du bien, dans la mesure du possible et du raisonnable ;
- Lorsque la réparation et le remplacement du produit sont impossibles, ou lorsque l’acheteur n’a pas obtenu satisfaction malgré une mise en demeure adressée au vendeur, la résolution de la vente peut être demandée. Celle-ci permet à l’acheteur de rendre le bien et de se faire restituer le prix. La résolution du contrat ne peut jamais être exigée pour un défaut de conformité mineur. L’article L. 211-10 du code de la consommation permet également à l’acheteur de conserver le bien mais dans ce cas il ne pourra se faire rendre qu’une partie du prix.
- Il est également ouvert à l'acheteur la possibilité d'obtenir résolution lorsqu'il résulte des circonstances, de ses attentes et besoins que le remplacement/réparation ne sied pas (cf. art. 3-2 Directive). Tel est par exemple l'illustration type du cas d'un acheteur qui aurait acquis un équipement venant à tomber en panne lors d'un déplacement quand celui-ci lui est nécessaire pour voyager (pièce de sa voiture/vélo) ou qu'il en avait précisément besoin pour ce voyage alors que le vice du produit se concrétise une fois parvenu à destination (batteries de caméra ou pièce d'appareil photo). Dans ces situations, le vendeur ne pourra donc imposer le remplacement/réparation puisqu'ayant déjà eu lieu ce dernier occasionnerait un préjudice si le consommateur perdait droit au remboursement. Par contre, il appartient à ce dernier de restituer le bien défectueux ; à défaut le professionnel peut refuser le remboursement ou le limiter.

- Pour le cas d'un vice caché automobile, il existe une présomption d'existence favorable à l'acheteur selon l'article L. 211-7. Le défaut doit être constaté dans un délai de six mois à compter de la délivrance du véhicule. Une expertise n'est alors pas nécessaire pour prouver son existence et le vendeur est donc en cause. Cependant, si le défaut est annoncé plus de six mois après, la présomption ne fonctionne plus et l'acheteur doit prouver l'existence du défaut au moment de l'achat[2].

La mise en œuvre de la garantie légale de conformité du code de la consommation ne fait pas obstacle à l’action en garantie des vices cachés et de délivrance conforme du code civil, car on trouve dans ces deux codes internes des similitudes qui procèdent directement de la directive alors que conformité et vices cachés ne se recoupent pas exactement.

### L’obligation de délivrance conforme
Le vendeur a l’obligation de livrer à l’acheteur un produit conforme à celui qu’il a acheté. L’acheteur doit donc redoubler de vigilance lors de la livraison et peut refuser la livraison si le produit livré n’est pas conforme à celui qu’il a commandé.
L’acheteur est en droit de formuler toute réserve sur le bon de livraison si le produit livré n’est pas conforme à la commande. Cela lui est même conseillé car contrairement au régime de la garantie légale de conformité, le code civil ne mentionne aucune présomption de non-conformité au bénéfice de l’acheteur.
Ainsi, si l’obligation de délivrance conforme du code civil reste ouverte à l’acheteur contre le vendeur professionnel, la création de la garantie légale de conformité lui a fait perdre tout intérêt. L'obligation de délivrance conforme ne semble plus destinée qu’à régir les ventes entre professionnels et les ventes entre particuliers.

## Les garanties portant sur les biens immobiliers en construction
En raison de l'importance des risques liés à la construction, le législateur a mis en place plusieurs mécanismes afin de protéger le maître d’ouvrage (donneur d’ordre au profit de qui l’ouvrage est réalisé) :
- La garantie contre les vices apparents ;
- La garantie de livraison ;
- La garantie de parfait achèvement ;
- La garantie biennale de bon fonctionnement ;
- La garantie décennale ;
- La garantie isolation phonique.

À ces garanties s’ajoute l’assurance dommage-ouvrage qui permet au maître de l’ouvrage d’être indemnisé sans devoir attendre le jugement d’un tribunal. 

### La garantie contre les vices apparents à l’encontre du vendeur
L’article L. 261-5 du code de la construction et de l’habitation oblige le vendeur d'un immeuble à construire à garantir les vices de construction apparents à la réception des travaux, et pendant un délai d'un mois à compter de la prise de possession de l'ouvrage par l'acheteur. 
L'acheteur dispose d'un délai d'un mois après la livraison pour signaler les vices apparents de construction, par lettre recommandée avec accusé de réception. Ce signalement doit se faire au vendeur et non au constructeur.
Si le vendeur n'effectue pas les travaux nécessaires, l'acquéreur peut, s’il agit en justice dans le délai d’un an, obtenir une diminution du prix ou une résolution de la vente assortie d’éventuels dommages-intérêts. 

### La garantie de livraison
Lorsque le contrat concerne la construction de maison individuelle sans fourniture du plan, les articles L.231-6 et L.232-1 du code de la construction et de l’habitation prévoient que les constructeurs et entrepreneurs ont l’obligation de souscrire auprès d’un établissement financier une garantie de livraison. Cette garantie a pour objet l’achèvement des travaux en cas de défaillance du dit constructeur ou entrepreneur et peut être invoquée dans trois cas :
- la maison n’est pas livrée dans le délai prévu au contrat,
- les travaux nécessaires à la levée des réserves n’ont pas été exécutés dans les temps,
- le constructeur est placé en liquidation ou en redressement judiciaire.

La garantie de livraison a pour objet de permettre l'achèvement d’une maison individuelle. Elle cesse donc à la réception sans réserve de celle-ci ou lors de la levée des réserves. Concernant la construction de maison individuelle, les articles L. 231-8 et L. 232-2 du code de la construction et de l’habitation permettent à l’acheteur d’émettre des réserves jusqu’à huit jours après la réception de l’ouvrage lorsqu’il n’était pas assisté d’un professionnel lors de la réception.
Afin de bénéficier de la garantie, l’acheteur qui constate une telle situation doit avertir l’organisme garant. Celui-ci met alors le constructeur en demeure de livrer la maison ou de réaliser les travaux. Si cette mise en demeure reste infructueuse pendant quinze jours le garant procède à l'exécution de ses obligations et désigne à cet effet et sous sa responsabilité l’entreprise qui terminera les travaux.
Le garant prend alors en charge le coût des dépassements du prix convenu dès lors qu'ils sont nécessaires à l'achèvement de la construction (la garantie apportée à ce titre pouvant être assortie d'une franchise n'excédant pas 5 % du prix convenu), les conséquences du fait du constructeur ayant abouti à un paiement anticipé ou à un supplément de prix, et les pénalités forfaitaires prévues au contrat en cas de retard de livraison excédant trente jours.
En cas de faillite du constructeur suivie de celle de son garant, la loi du 25 juin 1999 relative à l'épargne et à la sécurité financière a mis en place un fonds de garantie des cautions obligatoires auprès duquel l’acquéreur peut se retourner.
En tout état de cause, avant de signer le contrat, il est important que l’acheteur vérifie que le constructeur s’est bien acquitté de la prime d’assurance et qu’il se fasse remettre l’attestation de garantie de livraison.

### La garantie biennale de bon fonctionnement
Elle est introduite par l'article 1792-3 du code civil.
La garantie de bon fonctionnement couvre, pendant les deux années suivant la réception de l’ouvrage, le mauvais fonctionnement des équipements dissociables du bâtiment. Cette garantie couvre les éléments qui peuvent être retirés ou remplacés sans détériorer le gros œuvre.
À titre d’exemples, les dysfonctionnements touchant les éléments suivant entrent dans le cadre de la garantie biennale : système de chauffage (chaudière, radiateurs), revêtement des sols et murs (faïence, papier peints, carrelages, moquettes), sanitaires, portes, fenêtres, volets… 
Lorsque le constructeur refuse d’effectuer les travaux, il appartient à l’acheteur de saisir la juridiction compétente avant l’expiration d’un délai de 2 ans à compter de la date de réception de l’ouvrage.
Si ces éléments d'équipement rendent l'ouvrage impropre à sa destination, la mise en jeu de la responsabilité décennale peut être opérée au-delà des deux ans de la garantie de bon fonctionnement.

### La garantie décennale
Elle est introduite par l'article 1792 du code civil.
Le point de départ de la garantie décennale est la réception de la construction par l’acheteur.
Le vendeur et les professionnels ayant exécuté les travaux sont responsables pendant 10 ans des dommages qui compromettent la solidité de l'ouvrage ou le rendent inhabitable (impropre à sa destination). Leur responsabilité peut même être engagée pour les dommages résultant d'un vice du sol.
À titre d’exemples, les défauts suivant entrent dans le cadre de la garantie décennale : défaut d’étanchéité de la toiture, déformation de la charpente, fondations ou mur porteur fissurés, installation électrique ne répondant pas aux normes….
Les défauts affectant la solidité des éléments indissociables du bâtiment entrent également dans le cadre de la garantie décennale. Il s’agit notamment des canalisations, cheminées, escaliers… Et plus généralement des défauts touchant des parties faisant corps avec le bâtiment.
Afin d’obtenir réparation, lorsque l’acheteur constate des malfaçons relevant de la garantie décennale, il lui appartient de les signaler au constructeur par lettre recommandée avec avis de réception et de le mettre en demeure d'exécuter les travaux.

### La garantie isolation phonique
L’article L. 1111-11 du code de la construction et de l'habitation prévoit que le vendeur est garant à l'égard du premier occupant et pendant un an à compter de la prise de possession du logement, de la conformité du logement aux normes minimales d'isolation phonique.

### L’assurance dommage-ouvrage
L’assurance dommages ouvrage (DO) permet à l’acheteur d’être remboursé sans avoir à attendre qu’un tribunal se soit prononcé sur la responsabilité de chaque professionnel intervenu dans la construction du bâtiment. Elle prend effet au terme de la garantie de parfait achèvement  et expire au même moment que la garantie décennale.
Elle a pour objet de rembourser rapidement à l’acquéreur toutes les réparations qui relèvent de la garantie décennale, car en cas de sinistre il est très fréquent que les divers intervenants se renvoient la responsabilité des désordres.
Bien qu’elle soit obligatoire, les personnes physiques construisant un logement pour l’occuper elles-mêmes ou le faire occuper par leur conjoint, ascendant ou descendant, bénéficient d’une tolérance, l’absence d’assurance dommage-ouvrage ne donnant pas lieu à sanction. Cependant, en cas de problème, l’acheteur qui décide de s’en passer risque de devoir attendre l’aboutissement d’une procédure judiciaire contre les constructeurs avant d’obtenir réparation des dommages ;
L’assurance dommage-ouvrage doit être souscrite avant l’ouverture du chantier. En pratique un délai de trois mois avant le début du chantier est nécessaire pour trouver un assureur.
Si aucun assureur n’a accepté de couvrir l’acheteur, celui-ci peut saisir le Bureau Central de Tarification de l’Assurance Construction afin que celui-ci oblige un assureur à le garantir à un prix que le Bureau Central de Tarification aura fixé.
Il arrive souvent que le constructeur propose à l’acheteur de souscrire pour son compte une assurance dommage-ouvrage auprès de la compagnie d’assurance qui les couvre au titre de la garantie décennale. Cette situation est à éviter car dans ce cas l’assureur devra à la fois défendre la victime et le responsable du dommage et, pour dépenser un minimum, risque de proposer une faible indemnisation.

### La garantie de performance énergétique (en projet)
Dans le cadre du Grenelle de l'environnement, la réflexion est en cours pour mettre au point un nouveau type de garantie, la garantie de performance énergétique ou GPE. Celle-ci a pour vocation de lier deux domaines jusqu'à présent exclusifs concernant les garanties - la construction d'une part (couverte par la GPA, la GBF et la décennale), et la maintenance d'autre part (encadrée par les clauses des contrats de maintenance) - avec la performance énergétique, qu'aucune disposition précise n'encadre concernant l'engagement de performance. La non-atteinte des objectifs de performance énergétique pourrait faire l'objet de la responsabilité décennale, mais ce point fait débat, puisqu'il n'est pour l'instant pas statué sur le fait qu'un tel problème rende le bâtiment « impropre à sa destination ».
En l'état actuel des réflexions, basées principalement sur le rapport dit "Jouvent-Costa", les pouvoirs publics réfléchissent à trois modèles de garantie :
- la garantie de performance énergétique intrinsèque (GPEI), qui porterait sur un engagement sur les performances pendant les études et les travaux, s'arrêtant à la réception de l'ouvrage.
- la garantie de résultats énergétiques (GRE), portant sur la performance "réelle", liée à l'usage, après réception et pendant toute la durée du contrat de maintenance.
- la garantie de résultats énergétiques "courte durée" (GRE-CD), à vocation identique, mais permettant de gérer les particularités contractuelles pendant les deux premières années suivant la réception, correspondant aux garanties de parfait achèvement et de bon fonctionnement.